# مارغريتا كابريرا
مارغريتا كابريرا (بالإسبانية: Margarita Cabrera)‏ هي فنانة مكسيكية، ولدت في 1973.

## وصلات خارجية
- الموقع الرسمي